# Håkan Samuelsson

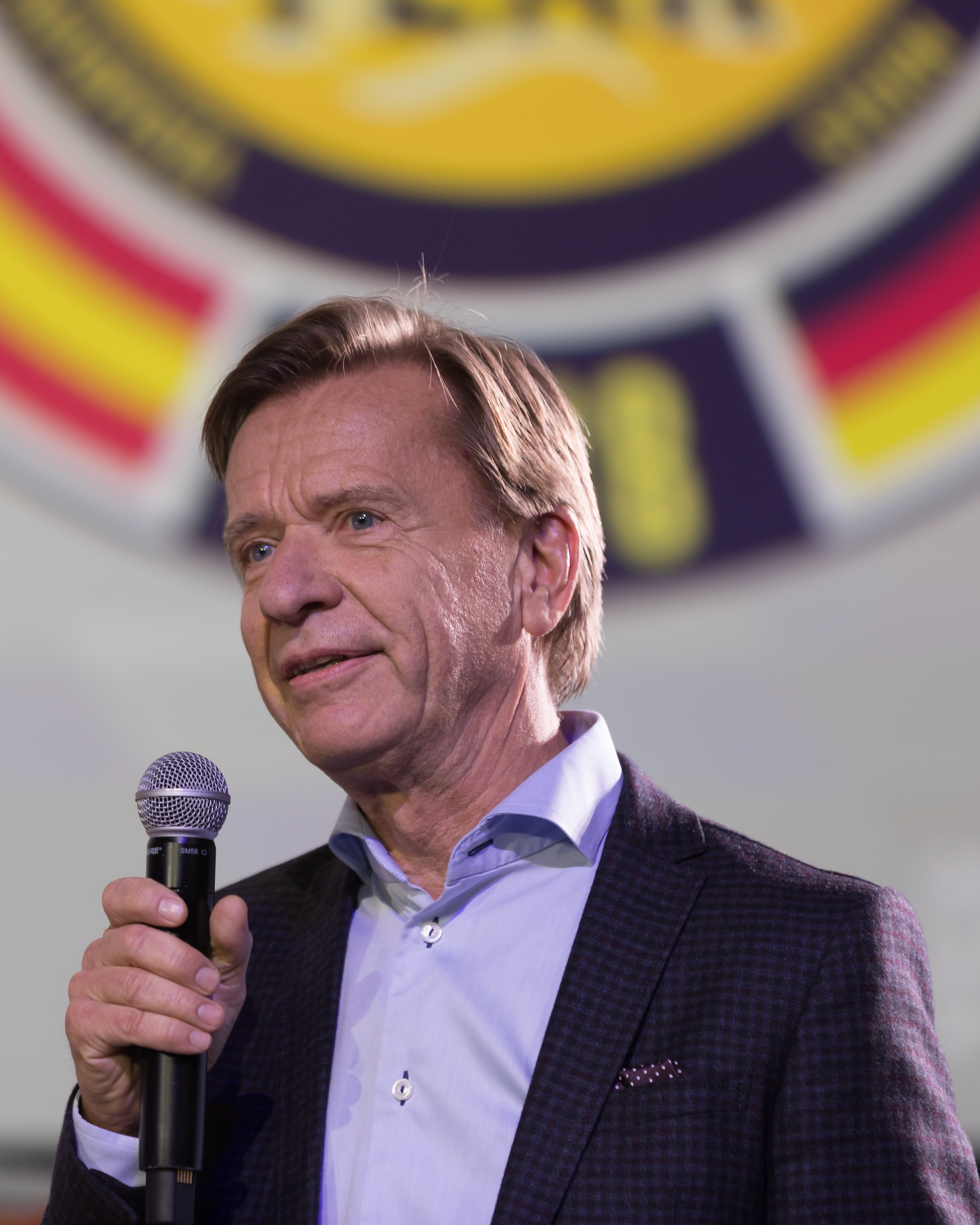
Samuelsson, 2018

Håkan Samuelsson (* 19. März 1951 in Motala, Schweden) ist ein schwedischer Manager und seit März 2025 Vorstandsvorsitzender (CEO) der Volvo Car Corporation. Er war von 2005 bis 2009 Vorstandsvorsitzender der MAN AG und von 2012 bis 2022 schon einmal Vorstandsvorsitzender der Volvo Car Corporation. Zwischen 2022 und 2025 war er Chairman of the Board bei Polestar.

## Leben

### Ausbildung
Von 1972 bis 1977 studierte er an der Königlichen Technischen Hochschule in Stockholm. 1995 besuchte er die Wharton Graduate School of Business Administration in Philadelphia.

### Beruf
Seine erste Anstellung als Diplomingenieur fand er beim schwedischen Nutzfahrzeug-Hersteller Scania. Dort war er in verschiedenen leitenden technischen Positionen tätig. 1988 wurde er Direktor Powertrain (verantwortlich für den gesamten LKW-Antriebsbereich), 1993 technischer Geschäftsführer bei „Scania Latin America“, 1993 Vorstandsmitglied (zuständig für den Bereich Entwicklung und Produktion).
Anfang 2000 wechselte er zu MAN, wo er die Position des Vorstandsvorsitzenden der „MAN Nutzfahrzeuge“ und Vorstandsmitglied der „MAN AG“ innehatte. Ab 1. Januar 2005 war er als Nachfolger von Rudolf Rupprecht Vorstandsvorsitzender von MAN. Sein Vorstandsgehalt lag bei 3,3 Millionen Euro. Seit dem 24. Januar 2008 ist er Mitglied des Aufsichtsrats von Siemens; für diese Tätigkeit erhielt er im Geschäftsjahr 2011 165.000 Euro.
Seine Strategie war die Konzentration auf wachstums- und ertragsstarke Geschäftsfelder in Transport, Antrieb und Energie sowie strategischer internationaler Standortmix.
Am 23. November 2009 gab Samuelsson seinen Rücktritt bekannt. Zum kommissarischen Nachfolger der MAN SE bestellte das Präsidium des Aufsichtsrats den Österreicher Dr.-Ing. Georg Pachta-Reyhofen. Im Januar 2011 forderte MAN von ihm 237 Millionen Euro Schadenersatz wegen einer Schmiergeldaffäre während seiner Amtszeit. Im Zuge dieser Affäre eröffnete die Staatsanwaltschaft München 2012 Ermittlungen wegen Beihilfe zur Bestechung gegen Samuelsson und den ehemaligen Finanzvorstand von MAN, Karlheinz Hornung. Die Ermittlungen gegen Samuelsson wurden 2013 eingestellt.
Am 19. Oktober 2012 gab die Volvo Car Corporation bekannt, dass Håkan Samuelsson per sofort zum neuen CEO ernannt wurde. Er löste den früheren VW-Manager Stefan Jacoby ab. Am 4. Januar 2022 gab die Volvo Car Corporation bekannt, dass Samuelsson am 21. März 2022 seinen Posten als CEO an Jim Rowan abgeben wird. Ab März 2022 hatte Samuelsson den Posten als Chairman of the Board bei Polestar inne, ehe er im Frühjahr 2025 erneut zum CEO der Volvo Car Corporation benannt wurde.

## Auszeichnungen
2017 erhielt er das Goldene Lenkrad „für seinen Erfolg und seine außergewöhnlichen Leistungen in der Automobil-Branche“ in der Kategorie Das goldene Ehrenlenkrad.